# Caio Vetênio Severo
Caio Vetênio Severo (em latim: Gaius Vettennius Severus) foi um senador romano nomeado cônsul sufecto para o nundínio de maio a agosto de 107 com Caio Minício Fundano. É possível que ele seja o recipiente de diversas das cartas de Plínio, o Jovem.